# Abandoned City
Abandoned City ist ein Studioalbum mit Programmmusik von Hauschka, das der Musiker Volker Bertelmann im Wesentlichen mit einem präparierten Klavier, Synthesizern, Percussions- und anderen Instrumenten als Multiinstrumentalist selbst eingespielt hat. Lediglich auf dem Track Who Lived Here? unterstützen ihn zwei Gastmusiker. Inhaltlich präsentiert das Album Eindrücke aus dem Besuch von Geisterstädten, in denen keine oder nur wenige Menschen leben. Stilistisch ist das Album am ehesten der Minimal Music oder auch der Neuen Improvisationsmusik zuzuordnen. Einen Einblick in die Arbeitsweise des Musikers gibt das Video.

## Titelliste
1. Elizabeth Bay – 5:39 – ehemalige Diamanten-Bergbaustadt im südlichen Namibia
2. Pripyat – 7:19 – Wohnstadt der Arbeiter des ehemaligen Atomkraftwerks Tschernobyl
3. Thames Town – 3:59 – mühsam belebte artifizielle Architektur in Songjiang
4. Who Lived Here? – 4:49
5. Agdam – 4:55 – von Armenien besetzte aserbaidschanische Stadt
6. Sanzhi Pod City – 3:56 – gescheitertes modernistisches Wohn-Experiment in Taiwan
7. Craco – 3:31 – nach Erdbeben unbewohnbare Stadt in Italien
8. Barkersville – 3:55 – nach dem Goldrausch verlassene Stadt in Kanada
9. Stromness – 5:34 – aufgegebene Walfangstation in der Antarktis

## Trivia
Die ehemalige Goldgräberstadt Barkerville in British Columbia wird auf dem Booklet fälschlich Barkersville genannt. Die verlassene antarktische Walfangstation Stromness wird im Trackverzeichnis der CD irrtümlich Stromnes genannt. Die chinesische Illusionsstadt Thames Town ist in dieser Reihe die einzige Stadt, die nicht von ihren Einwohnern aufgrund von Naturkatastrophen oder Krieg verlassen wurde, sondern bereits als Geisterstadt erbaut wurde.